# Сочь (приток Когеля)
Сочь — река в России, протекает по территории Троицко-Печорского района Республики Коми. Устье реки находится в 47 км по левому берегу реки Когель. Длина реки составляет 76 км. В 29 км от устья принимает справа реку Гудырвож.
Исток реки в болотах к западу от возвышенности Ыджид-Парма (предгорья Северного Урала). Река течёт на юго-запад, русло сильно извилистое. Всё течение проходит в ненаселённой, холмистой, частично заболоченной тайге. В низовьях образует старицы. Впадает в Когель в 30 км к северу от посёлка Приуральский.

## Данные водного реестра
По данным государственного водного реестра России относится к Двинско-Печорскому бассейновому округу, водохозяйственный участок реки — Печора от истока до водомерного поста у посёлка Шердино, речной подбассейн реки — Бассейны притоков Печоры до впадения Усы. Речной бассейн реки — Печора.
По данным геоинформационной системы водохозяйственного районирования территории РФ, подготовленной Федеральным агентством водных ресурсов:
- Код водного объекта в государственном водном реестре — 03050100112103000059379
- Код по гидрологической изученности (ГИ) — 103005937
- Код бассейна — 03.05.01.001
- Номер тома по ГИ — 03
- Выпуск по ГИ — 0